# Ischnothyreus hanae
Espèce
Ischnothyreus hanae est une espèce d'araignées aranéomorphes de la famille des Oonopidae.

## Distribution
Cette espèce est endémique de Hainan en Chine,.

## Description
Les femelles mesurent de 1,18 à 1,29 mm.

## Étymologie
Cette espèce est nommée en l'honneur de Xu Han.

## Publication originale
- Tong & Li, 2008 : The oonopid spiders (Araneae: Oonopidae) from Hainan Island, China. The Raffles Bulletin of Zoology, vol. 56, no 1, p. 55-66 (texte intégral).